# جانيت تومسون (جيولوجية)
جانيت تومسون (بالإنجليزية: Janet Thomson)‏ هي جيولوجية بريطانية، ولدت في 1942 في Staffordshire (UK Parliament constituency) ‏ في المملكة المتحدة.